# Claude Gensac
Claude Gensacová (nepřechýleně Claude Jeanne Malca Gensac; 1. března 1927 Acy-en-Multien, Francie – 27. prosince 2016) byla francouzská herečka, která se často objevovala ve filmech s legendárním francouzským komikem Louisem de Funesem.
Mezi lety 1952 a 2003 natočila nejméně 42 filmů. Známá je především díky těm, ve kterých se objevila s Louisem de Funesem, často jako jeho manželka či sekretářka. Svou urostlou postavou, zdrženlivostí a smyslem pro jemnou hereckou komiku vhodně doplňovala malého a cholerického Funese.
Jejím prvním manželem byl herec Pierre Mondy.

## Vybraná filmografie
- 1967 Senzační prázdniny
- 1967 Oskar
- 1968 Četník se žení
- 1969 Hibernatus
- 1970 Četník ve výslužbě
- 1971 Jo
- 1976 Vrátný od Maxima
- 1976 Křidýlko nebo stehýnko
- 1980 Lakomec
- 1981 Zelňačka
- 1982 Četník a četnice
- 2001 Absolument fabuleux